# Кладје (Горења Вас-Пољане)
Кладје (словен. Kladje) је насељено место у општини Горења Вас-Пољане, Горењска регија, Словенија.

## Историја
До територијалне реорганизације у Словенији било је у саставу старе општине Шкофја Лока.

## Становништво
У попису становништва из 2011. године, Кладје је имало 59 становника.
| Број становника према пописима | Број становника према пописима | Број становника према пописима |
| ------------------------------ | ------------------------------ | ------------------------------ |
| 1991                           | 2002                           | 2011                           |
| 51                             | 52                             | 59                             |